# فرودگاه بیلاسپور
فرودگاه بیلاسپور (به انگلیسی: Bilaspur Airport)  یک فرودگاه همگانی  با کد یاتا PAB است که یک باند فرود آسفالت دارد و طول باند آن ۱۵۳۵ متر است. این فرودگاه در  کشور هند قرار دارد و در ارتفاع ۲۷۴ متری از سطح دریا واقع شده‌است.